# Leptoiulus oribates
Leptoiulus oribates är en mångfotingart som först beskrevs av Robert Latzel 1884.  Leptoiulus oribates ingår i släktet Leptoiulus och familjen kejsardubbelfotingar. Inga underarter finns listade i Catalogue of Life.